# Rayapur (Rupandehi)
Pour les articles homonymes, voir Rayapur.
Rayapur (en népalais : रायपुरा) est un comité de développement villageois du Népal situé dans le district de Rupandehi. Au recensement de 2011, il comptait 11 834 habitants.